# Luís de Góngora y Argote

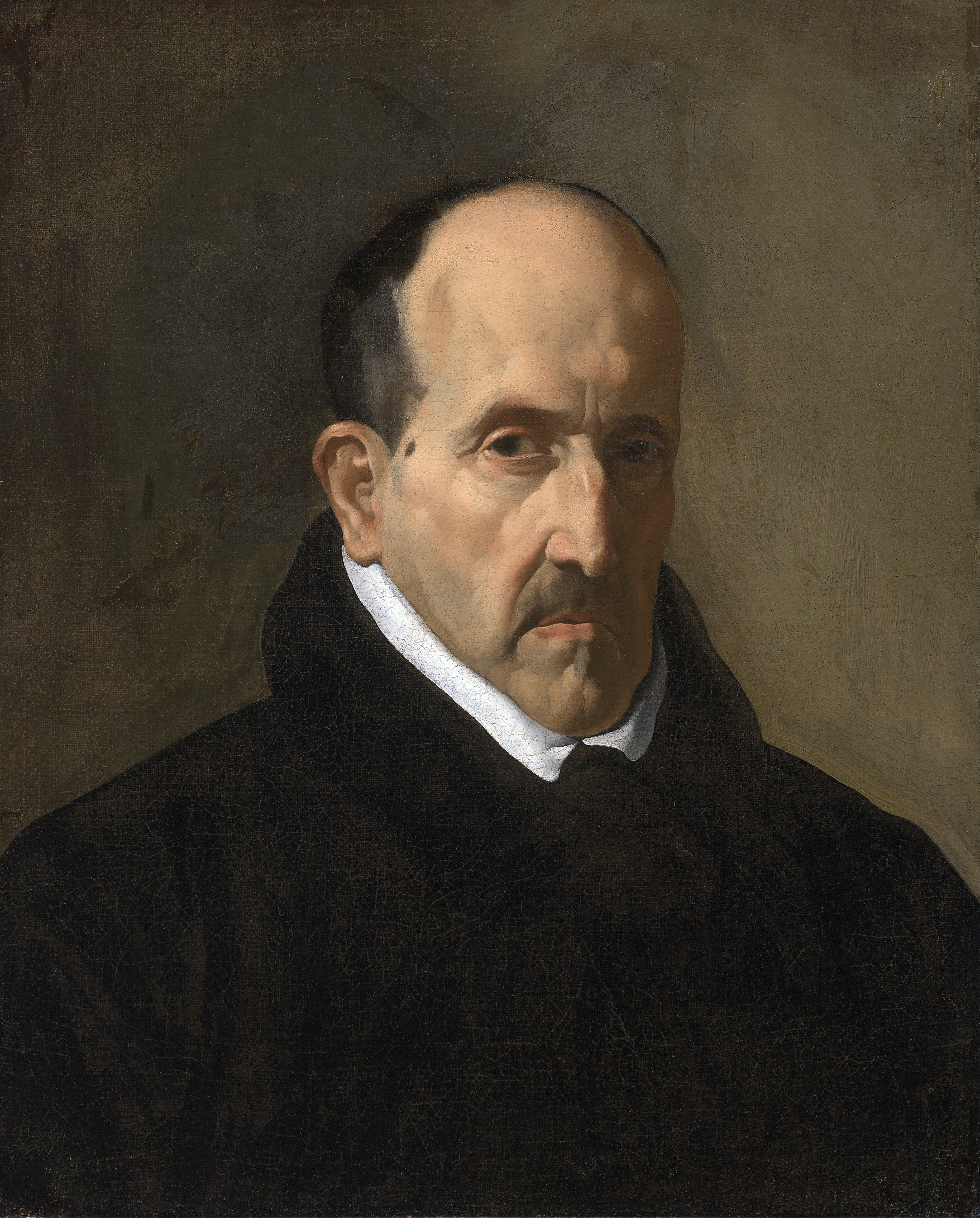
Luís de Góngora y Argote, porträtt av Diego Velázquez.

Luís de Góngora y Argote, född 11 juli 1561 i Córdoba, Spanien, död där 24 maj 1627, var en spansk barockpoet. Góngora och hans rival Francisco de Quevedo var den spanska barockens mest framstående diktare. Hans stil präglades av vad som har kommit att kallas culteranismo, eller gongorism (gongorismo). Stilen står i bjärt kontrast till Quevedos conceptismo.

## Biografi
Luís de Góngora y Argote tillhörde en adlig släkt i Córdoba, där hans far Francisco de Argote, var corregidor, domare. För att göra karriär i Spanien denna tid krävdes limpieza de sangre, "blodets renhet", och av den anledningen antog han sin moders, Leonor de Góngoras, namn.
Han studerade från femton års ålder juridik och kanonisk rätt, matematik, musik och fäktkonst vid universitetet i Salamanca. Under studieåren var han redan så pass känd att han prisades av Miguel de Cervantes, i dennes La Galatea (1585). Av ekonomiska skäl blev han vigd till diakon 1586, och lät prästviga sig omkring år 1605, och erhöll 1617 en befattning som kaplan hos Filip III av Spanien. Han stannade dock inte länge hos kung Filip. Under 30 år levde han i Madrid i ytterst knappa förhållanden, men åtnjöt stort anseende i litterära kretsar, förutom av anhängare till Quevedos estetik; denne anklagade för övrigt Góngora för sodomi, vilket var belagt med dödsstraff, och vilket är orsaken till att Góngora brukar antas ha varit homosexuell.
Góngoras ungdomsdikter, särskilt hans i folkstil hållna sånger och romanser, röjer en originell skaldebegåvning. Den framgång som dessa rönte, var inte tillräckliga för honom, han ville skapa en ny stil, som av humanisten Bartolomé Jiménez Patón fick namnet culteranismo och sedermera efter Góngoras kallades gongorism. Dess utmärkande drag är förkonstling och spetsfundighet, sökta bilder och attribut, antiteser, hopande av lärda mytologiska anspelningar och dylikt; stilens oklarhet nödvändiggjorde kommentarer, vilka likväl ofta inte gjorde innehållet begripligare.
Góngoras hade många motståndare, bland dessa Lope de Vega, som emellertid erkände Góngoras stora skaldebegåvning. Prov på "estilo culto" är Góngoras Fábula de Polifemo y Galatea, Fábula de Píramo y Tisbe och Soledades, rimmad vers med linjer av olika längd, samt en mängd sonetter.
Góngora skrev också episka dikter i samma stil som klassiska hjältedikter om El Cid.